# Kostiantyn Sacharow
Kostiantyn Anatolijowycz Sacharow, ukr. Костянтин Анатолійович Сахаров (ur. 9 września 1971) – ukraiński piłkarz, grający na pozycji pomocnika, trener piłkarski.

## Kariera piłkarska

### Kariera klubowa
W 1991 rozpoczął karierę piłkarską w klubie Dynamo Biała Cerkiew, który w następnym roku zmienił nazwę na Roś Biała Cerkiew. W latach 1993–1994 występował w klubach Chimik Siewierodonieck i Transimpeks Wysznewo. Na początku 1995 roku został zaproszony do wyższoligowego Weresu Równe. Pod koniec sezonu 1994/95 przeszedł do Polihraftechniki Ołeksandrija. Podczas przerwy zimowej sezonu 1997/98 przeniósł się do Metałurh Mariupol, który potem zmienił nazwę na Illicziweć Mariupol. Latem 2004 odszedł do Nywy Winnica. W lipcu 2005 wrócił do klubu z Ołeksandrii, który po reorganizacji już nazywał się FK Ołeksandrija. Na początku 2006 został piłkarzem klubu Borysfenu Boryspol. 21 lipca 2006 strzelił swego ostatniego gola na poziomie zawodowym. Pod koniec 2006 zakończył karierę piłkarza.

## Kariera trenerska
3 sierpnia 2012 rozpoczął pracę szkoleniową, łącząc funkcje piłkarza i trenera w amatorskim zespole Kołos Kowaliwka. Na początku października 2012 otrzymał propozycję pracy na stanowisku głównego trenera Arsenału Biała Cerkiew, jednak już na 16 stycznia 2013 został zmieniony na Ołeha Łutkowa. Sacharow wrócił do Kołosu Kowaliwka. W latach 2014–2015 prowadził klub Jednist' Płysky. 3 kwietnia 2017 roku objął stanowisko głównego trenera amatorskiego zespołu Polissia Stawky, z którym pracował do końca 2018.